# Palmashow, l'émission
Palmashow, l'émission est une émission de télévision française à sketchs de 26 minutes, diffusée sur D8, créée par Grégoire Ludig et David Marsais, les membres du duo d'humoristes Palmashow.
Après La Folle Histoire du Palmashow et Very Bad Blagues, les deux auteurs-comédiens décident d'élargir leurs concepts en proposant une émission de sketchs de tous styles, compilés à des Very Bad Blagues ou des parodies de La Folle Histoire devenus « culte ».
L’ensemble est entrecoupé d'interventions décalées du duo, qui présente l'émission tel un making of sur un plateau de tournage fictif, renouvelé chaque semaine.
De nombreux invités comme Chantal Lauby, François Rollin, Olivier Marchal, Bérengère Krief, Christophe Lambert ont fait une apparition dans des vidéos inédites du programme. De décembre 2012 à juin 2013, D8 diffuse 20 émissions.

## Fiche technique
- Réalisation : Jonathan Barré, Mathieu Jouffre
- Scénario : David Marsais, Grégoire Ludig

## Distribution

### Acteurs principaux
- Grégoire Ludig
- David Marsais

### Acteurs secondaires
- Julien Pestel
- Aude Gogny-Goubert
- Sixtine Aupetit
- Laure Falesse
- Marion Creusvaux
- Davy Mourier
- Monsieur Poulpe

### Invités
- Norman Thavaud

## Musique
Le générique de l'émission a été composé par Charles Ludig.